# Emily Atef
Emily Atef (Berlín, 6 de mayo de 1973) es una directora, guionista y productora germana-francesa residente en Berlín.

## Biografía
A la edad de 7 años, Atef se trasladó de Berlín a Los Ángeles con sus padres franco-iraníes y su hermano, el baterista Cyril Atef. Tenía 13 años cuando se mudaron a Francia, donde Atef terminó la escuela, y luego se fue a Londres para trabajar como actriz en la escena teatral londinense. Atef volvió a Berlín para estudiar dirección cinematográfica en la prestigiosa Deutsche Film und Fernsehakademie Berlin.

## Trayectoria profesional
Su primer largometraje, Molly's Way, que, al igual que sus dos siguientes largometrajes, fue coescrito por Esther Bernstorff, recibió un premio de avance en el Filmfest München (festival de cine de Múnich) en 2005 al mejor guion y el Gran Premio del Jurado en el Mar del Festival de Cine de Plata, el único A-Festival en Sudamérica, así como varios otros premios. Su segundo largometraje The Stranger in Me, que trata sobre una joven madre que sufre depresión posparto, también recibió varios premios y se proyectó en la Semana Internacional de la Crítica del Festival de Cine de Cannes. Luego obtuvo una beca de la Cinéfondation en Cannes, que usó para escribir su próxima película Kill me que es distribuida por Les Films du Losange Kill Me fue votada como la mejor obra de ficción en lengua extranjera en el Festival de Cine de Bradford de 2013. Atef dirigió su primera película para televisión Königin der Nacht  (Reina de la noche), un drama familiar rodado en la Selva Negra para la ARD en 2016. En el mismo año, Atef dirigió Wunschkinder  una historia real sobre el esfuerzo extremo de una pareja por adoptar un niño en Rusia. Escrita por la ganadora del premio Grimme Dorothee Schön y producida por X Filme Creative Pool. Atef rodó la película en Polonia y Berlín. En 2017, Atef dirigió un drama televisivo, Macht euch keine Sorgen  (No te preocupes, estoy bien) para la ARD producido por ZeroOne Film, sobre un padre que descubre que su hijo de 19 años se ha ido a Siria para ser parte de ISIS. La película se estrenó en el 51's Hof International Filmfestival en otoño de 2017 y se emitirá en la televisión alemana en 2018.
En 2017, Emily Atef escribió y dirigió el largometraje 3 Days in Quiberon  que describe tres emotivos días de una de las estrellas más importantes de Europa, Romy Schneider, donde concedió su última entrevista en Alemania a la revista 'Stern'. La película se estrenó en la sección de competición del 68 Festival Internacional de Cine de Berlín y compitió por el Oso de Oro. 3 Días en Quiberon fue la gran ganadora de los Premios de la Academia Alemana en 2018 llevándose a casa siete Lolas: La Lola de Oro a la mejor película así como estatuillas a la mejor dirección para Atef, la actriz principal Marie Bäumer, los actores secundarios Birgit Minichmayr y Robert Gwisdek, DoP Thomas W. Kiennast y los compositores Christoph M. Kaiser y Julian Maas.

## Filmografía

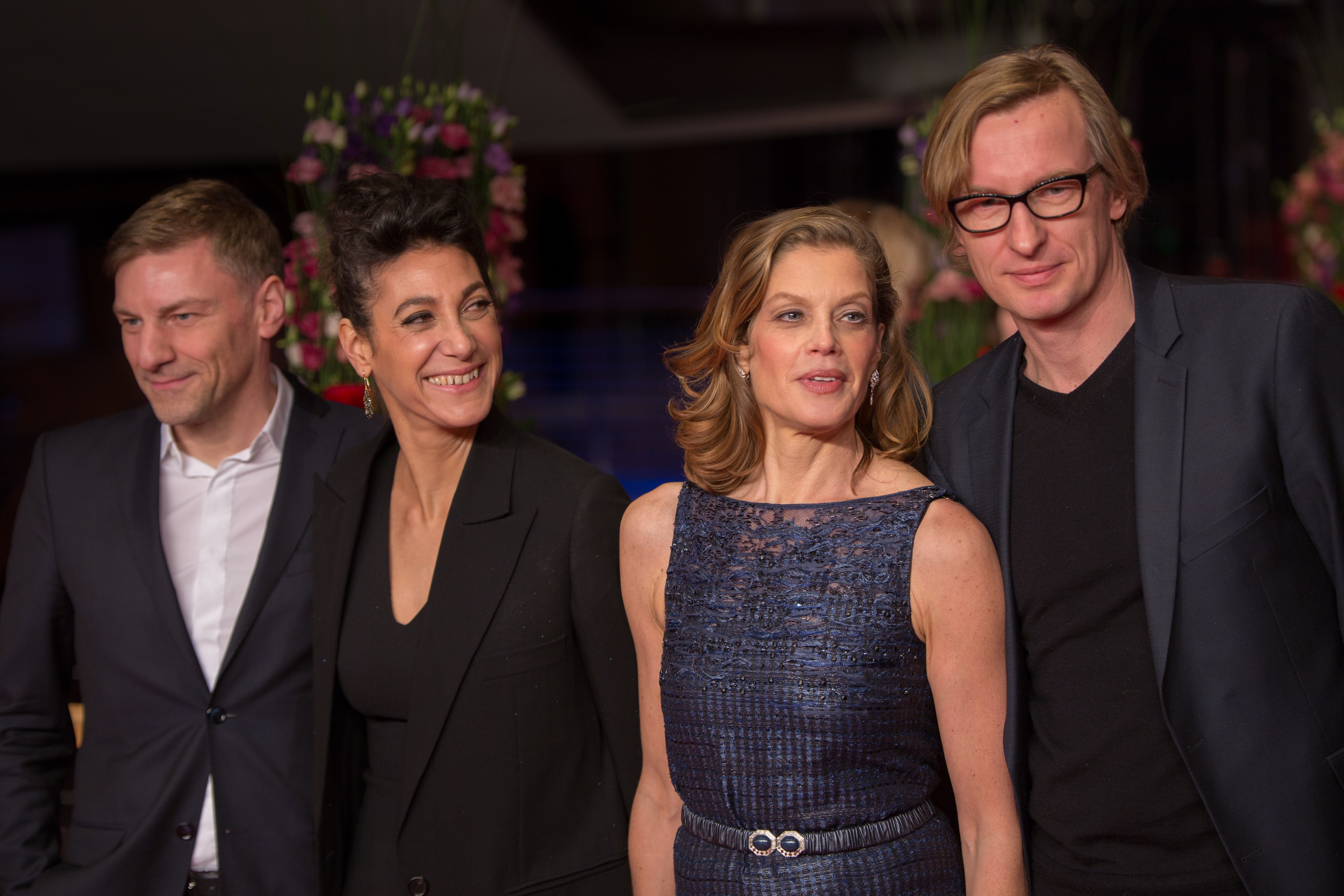
En la Berninale 2018, Tres días en Quiberon.

### Como directora
- 2003: From XX to XY. Fighting to Be Jake

- 2004: Asyl
- 2005: Molly's Way
- 2008: L'Étranger en moi (Das Fremde in mir)
- 2012: Tue-moi (Töte mich)
- 2017: Wunschkinder
- 2017: Königin der Nacht
- 2018: Tres días en Quiberon (3 Tage in Quiberon)
- 2018: Le Fils perdu
- 2020: Jackpot
- 2022: More Than Ever

### Como actriz
2004: Marseille

## Premios
- Transilvania International Film Festival por Töte mich (Tue-moi) en 2012
- Premios de la Independencia Alemana por El extraño en mí [17]
- São Paulo International Film Festival por The Stranger in Me.
- Premio Otto Sprenger por The Stranger in Me.